# Notatesseraeraptor

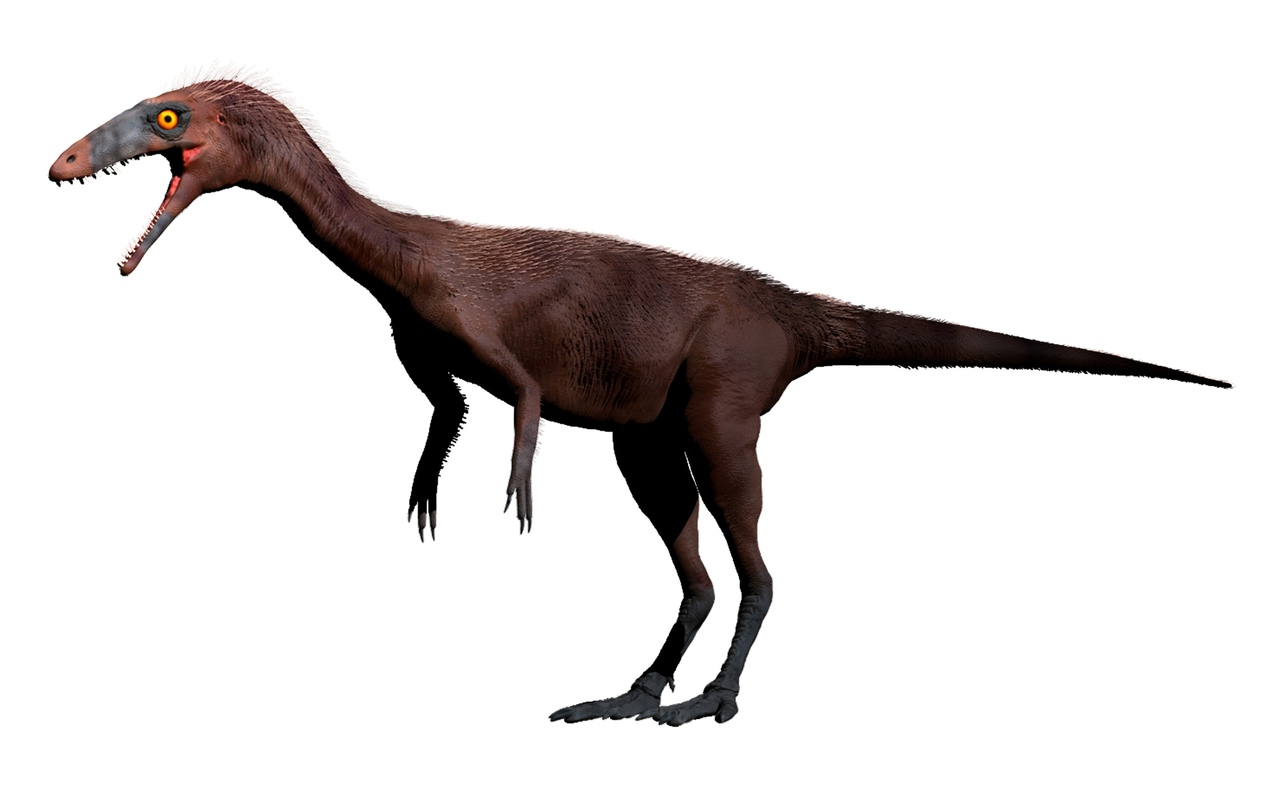
Notatesseraeraptor frickensis

Notatesseraeraptor frickensis is een vleesetende theropode dinosauriër die tijdens het late Trias leefde in het gebied van het huidige Zwitserland.

## Vondst en naamgeving
Sinds 1961 worden in de leemput van Gruhalde, nabij Frick in de Aargau, door de Tonwerke Keller talrijke skeletten van de sauropodomorf Plateosaurus opgegraven. Eerst gebeurde dit als een toevallige "bijvangst" van het winnen van leem waarbij alleen door veel geluk het fossiel relatief onbeschadigd aan het oppervlak kwam. Later werd getracht door een zorgvuldiger procedure de waardevolle vondsten zoveel mogelijk intact te laten. Een wat hogere laag dan die welke Plateosaurus bevatte werd nu ook meer systematisch onderzocht. In het voorjaar van 2006 trof de amateurpaleontoloog en leraar Michael Fischer daarbij het postcraniaal skelet van een kleine theropode aan. Triadische vondsten van theropoden zijn in Europa uiterst zeldzaam. Het betreft slechts Liliensternus liliensterni, Procompsognathus triassicus en Lophostropheus airelensis. Het Zwitserse skelet was completer dan die vondsten. In 2009 lukte het ook om de schedel te bergen. In eerste instantie werd de vondst, geprepareerd door Ben Pabst, toegewezen aan Coelophysis, maar toen al was men zich ervan bewust dat nader onderzoek vermoedelijk zou uitwijzen dat het om een nog onbekende soort zou gaan. In 2008 werd het postcraniaal skelet beschreven in een scriptie van Jasmina Christine Hugi. Een scriptie van Lui Unterassner beschreef in 2009 schoudergordel en maaginhoud. In 2014 beschreef een scriptie van Marion Zahner de schedel.
In 2019 werd de typesoort Notatesseraeraptor frickensis benoemd en beschreven door Marion Zahner en Winand Brinkmann als deel van een onderzoeksproject naar de nieuwe aardlaag tussen januari 2015 en mei 2019 van de Universiteit van Zürich. De geslachtsnaam is een combinatie van het Latijn nota, "kenmerk", tesserae, "mozaïektegeltjes", en raptor, "rover". De naam verwijst naar het feit dat het om een roofdier gaat dat een mengeling van kenmerken toont die in een mozaïekevolutie gedeeld worden met de Coelophysidae en de Dilophosauridae. De soortaanduiding verwijst naar de herkomst bij Frick. Het is de eerste Mesozoïsche theropode uit Zwitserland benoemd.
Het holotype bestaat uit de specimina SMF 06-1 en SMF 09-2. Het is gevonden in een laag van de Gruhaldeafzetting, deel van de Klettgauformatie, die dateert uit het late Norien. De laag ligt maar een meter onder de Trias-Jura-grens en moet ongeveer 209 miljoen jaar oud zijn. SMF 09-2 is een schedel met onderkaken. SMF 06-01 omvat een aaneengesloten reeks van dertien ruggenwervels, vier sacrale wervels en vier voorste staartwervels; nekribben, ribben en buikribben; chevrons; de schoudergordel; beide voorpoten en beide darmbeenderen, zitbeenderen en schaambeenderen. Daarnaast was een gedeelte van de maaginhoud gefossiliseerd. De beenderen liggen gedeeltelijk in verband. Het postcraniaal skelet is door Ben Pabst maar ten dele uitgeprepareerd. Het gaat om een onvolwassen individu. De fossielen maken deel uit van het Sauriermuseum Frick dat het postcraniaal skelet sinds april 2009 tentoonstelt naast een reconstructie op ware grootte door Beat Scheffold. Later werd er nog een afgietsel van de schedel aan toegevoegd.

## Beschrijving

### Grootte en onderscheidende kenmerken

Notatesseraeraptor in grootte vergeleken met een mens

De lichaamslengte van Notatesseraeraptor werd in 2019 geschat op 2,6 tot drie meter, daarbij werd er op gewezen dat het individu van het holotype nog onvolgroeid was. Het gewicht van het holotype moet ongeveer vijfentwintig kilogram geweest zijn.
De beschrijvers stelden enkele onderscheidende kenmerken vast. Eén daarvan is een autapomorfie, unieke afgeleide eigenschap. De uitholling rond het bovenste slaapvenster is beperkt tot de achterkant van het wandbeen.
Daarnaast is er een unieke combinatie van op zich niet unieke kenmerken. De vier premaxillaire tandkronen zijn uitzonderlijk lang, even lang als de voorste maxillaire tanden maar overdwars smaller, zodanig dat de breedte overdwars een derde bedraagt van de breedte van voor naar achter, terwijl de maxillaire tanden 2,4 maal breder van voor naar achter zijn dan overdwars. De premaxillaire tandkronen zijn overdwars afgeplat, aan de voorste snijrand wat dikker dan aan de achterste, en met fijne kartelingen aan beide snijranden, vijf per strekkende millimeter. De uitholling rond de fenestra antorbitalis toont twee inzinkingen die overeenkomen met de fenestra promaxillaris en de fenestra maxillaris. Aan de onderste hersenpan is de recessus basisphenoideus ondiep. De nervus vagus heeft een achtergelegen uitgang die richting buitenzijde gelegen is ten opzichte van de opening van de nervus hypoglossus. In de onderkaak heeft het articulare drie duidelijk onderscheiden takken: een aan de binnenzijde, een die schuin naar boven en bezijden gericht is en een aan de bovenkant. De doornuitsteeksels van de rug nemen naar achteren in hoogte toe. De sacrale wervels hebben verbrede gewrichtsfacetten en afgeplatte onderkanten. De tweede sacrale wervel heeft een diepe trog op het zijvlak. De voorste staartwervels hebben lengtetroggen op de wervellichamen en de wervelbogen. De voorste vier chevrons van de staart hebben opvallende bultige uitsteeksels op de bovenste voorzijde. Het schaambeen en het zitbeen hebben een duidelijke verbreding of "voet" aan het onderste uiteinde. De "voet" van het zitbeen is groter dan die van het schaambeen.

### Skelet

#### Schedel
De kop van Notatesseraeraptor is lang en laag, bij het holotype met een lengte van 225 millimeter. De snuit beslaat daarvan twee derden. De lengte van de snuit is tweeënhalf maal de hoogte van de kop gemeten bij de oogkassen. De praemaxilla heeft een typisch basale vorm met een beenplaat onder de achterste tak en een hiaat met het bovenkaaksbeen. De zijwand wordt doorboord door zes aderkanalen waarvan de voorste spleetvormig is, een afgeleid kenmerk. Opvallend is de erg basale vorm van de premaxillaire tanden: ze zijn bijzonder lang, sterk gebogen, flink afgeplat en hebben welgevormde kartelingen over beide snijranden. Dit wijkt af van de situatie bij de Coelophysidae waar vooral de tanden korter zijn, rechter — vooral wat de allervoorste betreft — en geen of weinig kartelingen hebben. De praemaxillaire tanden zijn ook langer dan de maxillaire tanden, een basaal kenmerk gedeeld met Eoraptor. Meer afgeleid is dat ze schuin vooruit steken als bij Dilophosaurus en Dracoraptor.

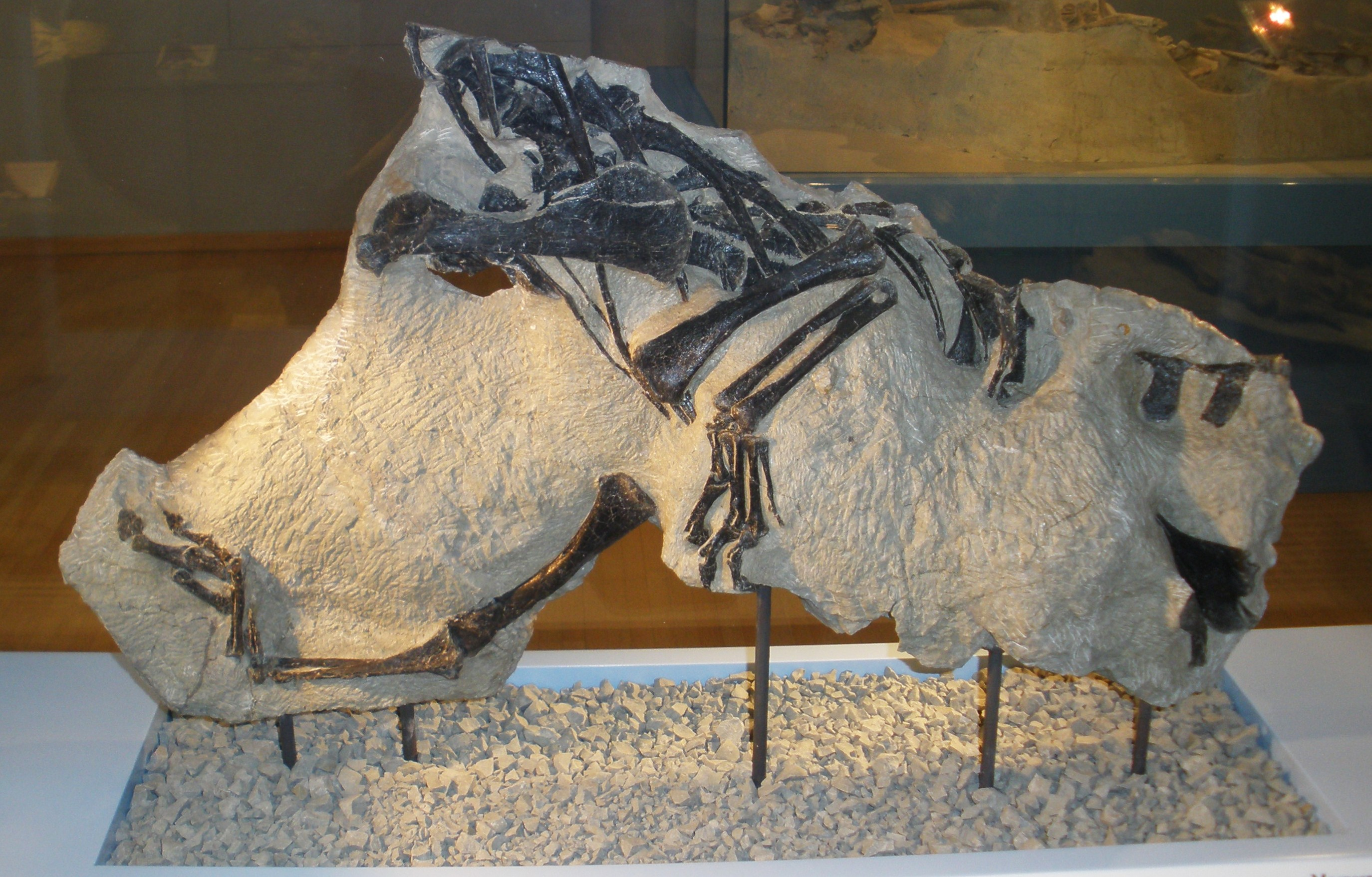
Het postcraniaal skelet van Notatesseraeraptor in het Sauriermuseum Frick

Er is een grote fenestra antorbitalis die 30% van de schedellengte beslaat. Onderaan wordt de uitholling daar omheen begrensd door een horizontale richel waarvan de bovenrand en onderrand evenwijdig lopen. Voor in de uitholling lijkt zich een fenestra maxillaris te bevinden, anders dan bij coelophysiden of Ceratosauria maar met de typische vorm als bij basale Tetanurae: groot maar ondiep, de binnenste beenwand niet doorborend. De snuit draagt geen kam. De uitholling zet zich voort over het traanbeen en wordt daar verdeeld door een naar voren lopende golvende richel. Het bovenkaaksbeen draagt minstens vijftien tanden; het totaal lijkt minder te zijn geweest dan de vierentwintig van Coelophysis.
Het schedeldak is slecht bekend door compressie en slechts gedeeltelijke preparering. De uitholling rond het bovenste slaapvenster loopt ver naar voren en achteren door over het postorbitale maar beperkt zich tot de achterkant van het wandbeen. Bij alle bekende verwanten strekt het zich ook over de voorkant uit, tot over het voorhoofdsbeen toe. De onversmolten beennaad tussen beide wandbeenderen ligt in een lengtetrog.
Het jukbeen lijkt sterk op dat van Zupaysaurus, plat aan de buitenzijde zonder horizontale richel, een lange voorste tak die wellicht de fenestra antorbitalis bereikte en een verheffing als opgaande tak richting traanbeen. Van de onderrand van het onderste slaapvenster maken jukbeen en quadratojugale een even groot deel uit. Bij het quadratum lijkt de buitenvleugel op die van Dilophosaurus: groot, hoog en waaiervormig. De interne vleugel naar het pterygoïde daarentegen lijkt op die van Coelophysis, met de vorm van een omgekeerd olifantsoor. Het is die mix die aanleiding heeft gegeven tot de geslachtsnaam.

#### Onderkaken
De onderkaak is lang en laag. De tanden staan vrij ver uiteen, ongeveer twee per strekkende centimeter, wat een totaal van negentien tot drieëntwintig dentaire tanden per zijde zou opleveren. Het angulare heeft een duidelijk buitenste beenplateau dat overloopt in de voorste zijrand van het kaakgewricht. Het retroarticulair uitsteeksel, waarmee de muil geopend wordt, is lang en smal, een basaal kenmerk; de aanhechting voor de musculus depressor mandibulae ligt op het bovenvlak, als bij coelophysiden. De drie takken van het articulare zijn echter typisch voor dilophosauriden.

#### Postcrania
Net als bij Dilophosaurus nemen in de rug en staart de wervels naar achteren in de reeks in lengte toe. Bij de voorste ruggenwervels zijn de zijuitsteeksels rechthoekig en staan haaks op het wervellichaam. Anders dan bij Ceratosauria nemen de doornuitsteeksels naar achteren in hoogte toe. Net als bij Megapnosaurus zijn de sacrale wervels onderaan plat is plaats van rond of gekield.
De armen zijn relatief lang ten opzichte van de romp; de verhouding met de achterpoten is niet vaststelbaar.

## Fylogenie
Notatesseraeraptor werd in 2019 basaal in de Neotheropoda geplaatst en daarbij basaal in de Averostra, dus buiten de Coelophysoidea.